# 香港高級程度會考
香港高級程度會考（英語：Hong Kong Advanced Level Examination，縮寫為，慣稱A-Level、A-Level Exam、AL、ALE、AS-Level，高考及高級會考），是香港于1980年至2013年举行的公開考试，由香港考試及評核局舉辦。考試於四月中至五月初期間 (中五會考主要科目開考前) 舉行，七月中旬公佈成績。本考試的有關刊物，包括課程、年報及試題書籍封面為黃色。该考试由香港中學文憑考試取代。
直至2013年為止的34年間，約90萬人次曾報考高考。過往中學生通常在中學會考符合升讀預科要求並修畢兩年制的中六及中七預科課程後參加本考試，為香港中學教育舊有制度之中的最後一個階段。该考试的前身是在1980年之前举办的「香港大學入學資格考試」。

## 歷史及概述
本考試原來是沿自英式教育的高級程度會考（再之前則是一年預科後的「大學入學試 (matriculation exam)」）。香港大學1954年起從四年制縮短至三年制，英文中學的中六預科因此從一年制加長為二年制。港大入學試於是設立普通程度（Ordinary Level）和高級程度科目，英中學生第一年中六（Lower Form 6，後又稱Form 6）後應考前者，完成第二年中六（Upper Form 6，後又稱Form 7）後應考後者。港大在1965年舉辦最後一屆普通程度考試，同年起承認香港英文中學會考的成績良好（Credit），相等於普通程度考試的及格，其後只舉辦高級程度考試，以減輕學生和大學教師的負荷。1967年，港大設立英語運用科考試。
1980年代，香港大學的大學入學資格為：
1. 在兩年前的香港中學會考至少5科及格，當中必須有英文科課程乙（或英文科課程甲C級以上）、第二語言科目（可用中學會考中文科F級或英國GCE高級程度中文科及格代替）、數學科，且在至少兩科獲得C級以上（或英文科課程甲A級）。（香港大學從1991年起，才要求中學會考中文科必須及格，並調升會考英文科要求至D級。）
2. 在香港高級程度會考3科高級程度科目及格，或2科高級程度科目及格及在中學會考的另外兩科（英文科和高考及格的兩科除外）C級以上，及在英語運用科獲得及格（1989年以後為D級以上）。

自1991年，大學聯合招生辦法（下稱大學聯招）的設立，並把香港高級程度會考及香港中學會考成績與收生條件直接掛勾以來，此考試成為香港中學生升讀主要大專院校（主要為大學教育資助委員會資助的院校）的主要取錄途徑，而絕大部分參加高考的學生，也會參加當年聯招。而非教資會下管理的院校（例如香港樹仁大學）的收生，也基本會以高考及會考的成績作為收生的重要因素。因高考和聯招兩者分屬不同的程序和組織，故有關大學聯招的詳細將另項說明，詳細請參閱該條目。
香港高級程度會考於每年3月至5月舉行，成績通常於6月最後一個工作天公布。高考設19個高級程度及20個高級補充程度科目。高級補充程度科目所需的教學時間約為高級程度科目的一半，而在學術要求方面，則與高級程度科目大致相同。
香港中文大學於1980年代仍為四年制本科時，曾推行「中六暫取生」計劃，於香港中學會考取得優異成績之學生，可以獲有條件取錄，在完成一年中六後成績達標便可入學，但中文大學被港英政府強迫在1990年代初轉為三年制後，這計劃便終止。其後直至2000年會考生，即使會考成績頂尖，亦須先修讀預科課程，再報考兩年後的高級程度會考，才能入讀香港的大學。2000年高考出現歷來唯一的7A狀元，他亦為會考10A狀元，之後選擇入讀香港大學數學系。2002年，大學推出中六優先取錄計劃，保送一部份前一年會考成績頂尖的學生入學，令香港高級程度會考的狀元人數自2003年起大減。以前盛產5A及6A高考狀元（多為理科生）的名校，因此再難出狀元，但有商科預科學校出高考狀元。2000年代中期，一些科目的課程被刪減。
傳媒將五科或以上全取A級的學生稱為「狀元」，有部分傳媒會將六科或以上全取A級的學生稱為「超級狀元」。
隨著三三四高中教育改革推行，學校考生的最後一屆高級程度會考在2012年舉行，該年亦舉行了首屆香港中學文憑（HKDSE）考試。香港考試及評核局於2013年為自修生舉行最後一屆高級程度會考。
2004年考評局宣布，2007年高考3科及會考5科取消，理由是考生減少及課程與其他科重疊。同時，考生本已減至一百多名的AL電腦科，也被澈底重編課程，原本著重理論的課程內容，以過時為由遭到刪除，加入偏向應用的內容，並且從2007年考試開始，採用有三千名考生的AS電腦應用科的試卷，作為電腦科試卷一，又取消卷三實習試，改用校本評核取代。此後該科考生人數進一步下跌至幾十人。雖然考評局未正面回應，此舉或由於前一年顧問報告建議，取消考生少及虧蝕大的科目，以使考評局減少赤字。
2012年高級程度會考的報考人數有41,572名，較去年減少1.2%，當中76%為學校考生。考獲符合高等院校普遍入學要求成績的日校考生有18,212人，與往年比例相若。

## 設立背景
1980年，考試局接辦香港大學入學資格考試，並更名為香港高級程度會考。
教育統籌委員會於1984年成立。委員會於1986年向政府提交的第二號報告書，建議統一中六課程為兩年制，並取消高等程度會考。而香港高等程度會考於1992年舉辦最後一屆。
而高級程度會考在1992年開始提供中文版試卷（AL心理學1995年才有中文版試卷。）。當時的考試局在1994年新增多科高級補充程度（AS-Level）科目，新的高補程度中國語文及文化科被列為預科必修科目。原有的各高級程度科目課程，因此被削減了約20%內容，自1992/93學年中六開始實施。在此之前，高級程度會考只設非必修科目中國語言文學科。同時停辦原有的英語運用考試，及將英語運用科列為高級補充程度科目之一。
自1992年大學聯合招生辦法實施後，香港高級程度會考為該計劃的主要參與資格，供大學甄選學生。

## 報考資格
因為高級程度會考的難度相若，如屬首次報考的考生（不論為學校考生或自修生）都設有最低報考的資格，而另外配合應屆會考成績優異的資優生的升學（例如為報考海外院校），考評局也特許該等學生提早報考高考。
報考者需要符合以下最少一個條件，才能報考該學年度的香港高級程度會考。
1. 考生於其上一屆香港中學會考或以前，取得中國語文及英國語文科E級／第2級或以上，及在不少於18個月前的舉行的香港中學會考的非語文科考取得4科及格或3科5分以上。
2. 持有相當於(1)所列成績的資歷，並在報考前得到考評局書面許可。
3. 考生於該高考考試年份的1月1日前，已滿20歲。
4. 考生已應考過香港高級程度會考。

另外，如以學校考生名義報名，該考生必需是教統局下註冊院校下就讀，並同時符合(1)的條件，方能經學校報名。而實驗科目（物理、化學、生物、電腦、電腦應用、電子學、設計與科技、工程科學），如該科屬首次應考，只能以學校考生名義報名。
1991年以前的香港高級程度會考，不要求報考的學校考生曾應考香港中學會考中文科，僅要求須在中學會考英文科課程乙取得E級以上，然而若所報考為英文科課程甲，則須達到C級以上。考試局接辦高級程度會考時，因不要求會考中文科及格而受到批評。從1992年高級程度會考開始，才加入要求必須在會考中文科取得E級以上，同時放寬會考英文科課程甲要求為E級以上。
為了中六拔尖，讓他們提早一年用高考成績報讀大學，在2003年至2011年高考，於對上一屆香港中學會考中，以應屆考生取得5科以上「A」或「5*」等級並在中文科及英文科（課程乙）取得C級/4級以上的中六學生，考評局也允許其以自修生身分報考，實驗科目的報考限制並不適用於該等考生。有教師評審制的科目，考生須參加實驗考試或在限期前交作業予考評局。考試局2002年1月初公布這項措施後，大學也推出中六拔尖計劃，以香港中學會考成績錄取尖子。
要注意的是，高考的報考資格是完全獨立於中六收生及聯招（包括優先取錄制度）收生的制度。例如港大和科大允許最多兩次合併成績，但必需數學合格。香港中文大學的聯招收生要求規定，語文科及非語文科的會考成績必須為同一次會考取得，但不需要數學科合格。

## 科目
香港考試及評核局提供19科「高級程度」（Advanced Level / A-level）和20科「高級補充程度」（Advanced Supplementary Level / AS-level，簡稱高補）科目（2001-2006年）。高級補充程度課程安排理論上之總授課時間約為高級程度的一半，但課程深淺度相若。通常一科高級程度科目考試有兩卷，每卷為3小時，於同一天應考；高級補充程度考試通常為一卷，長3小時。（也有例外，較多考生者如：高級程度物理科2003年以前，設有必考的試卷三實驗操作，長一小時，考試在三日期間分時段進行；高級程度中國文學科2004年以前，設三卷，每卷3小時，皆為必考，考試分兩日進行。）1997年以前，卷一在上午9時至正午12時，卷二在下午2時至下午5時；1998年以後，卷一在上午8:30至上午11:30，卷二在下午1:30至下午4:30。部分科目只設有高級程度卷或高級補充程度卷，其他則提供高級程度及高補程度（但不可同時應考）。個別科目設有教師評審制（Teacher Assessment Scheme，簡稱TAS，現稱校本評核）試卷。
在1994年引入高級補充程度之前，考生最多可以報考4科高級程度科目加上英語運用科。香港大學的部分學院要求申請人有3科高級程度科目及格，工程學院更會對第4科高級程度科目及格的申請人加分，因此有一部分學生會修讀4科高級程度科目。
1994年改革後，考生最多可以報考8科不同科目（不論是A-Level還是AS-Level），但實際上因為課程的難度甚高，再加上自2002年起拔尖計劃的出現減少會考成績優秀者報考高考，多年以來，大部分年度都沒有考生報考上限數的科目。一般而言，除為滿足符合聯招學位課程要求的高補程度的中國語文及文化科、英語運用科、和兩個高級程度的科目外，通常考生會再報讀一個高級程度、或一至兩個高級補充程度科目。（日校考生中，3科AL或2科AL加1科AS各有近4成，2科AL有略多於15%，2科AL加2科AS有6%，其他組合總共不足2%。）
除了中國語文及文化、中國文學、英語運用、中國歷史及英語文學外，所有科目均可以選擇以英文或中文報考（中國語文及文化可選擇以廣東話或普通話作聆聽及口試兩卷應考語言），而應考語言並不列於成績通知書或考試證書上。兩種語言的試題、資料內容、評卷參考和評級標準相同。部分中學會因同時教授不同應考語言的學生而出現一位老師同時以兩種語文授課的情境。

### 科目列表
| 科目                                          | A—高級程度 (至2013年) | AS—高級補充程度 (1994-2013) | 備註                                 |
| --------------------------------------------- | --------------------- | --------------------------- | ------------------------------------ |
| 應用數學                                      | A                     | AS                          | 2                                    |
| 美術 (1989-2005) 視覺藝術 (2006-2013)         | A                     | AS                          | 1989年開設 4                         |
| 生物                                          | A                     | AS                          | AS在2002年取消 6                     |
| 企業概論                                      | A                     |                             | 1982年開設                           |
| 化學                                          | A                     | AS                          | 6                                    |
| 中國歷史                                      | A                     | AS                          |                                      |
| 中國語文及文化                                |                       | AS                          |                                      |
| 中國語言文學 (1980-1993) 中國文學 (1994-2013) | A                     |                             |                                      |
| 電腦應用                                      |                       | AS                          | 1、6                                 |
| 電腦科                                        | A                     |                             | 1993年開設 1、6                      |
| 經濟學                                        | A                     | AS                          | AS在2001年開設 7                     |
| 經濟及公共事務                                | A                     |                             | 1988年取消 7                         |
| 電子學                                        |                       | AS                          | 1999年開設 6                         |
| 倫理及宗教                                    |                       | AS                          |                                      |
| 地理                                          | A                     |                             |                                      |
| 政府與公共事務                                | A                     | AS                          | 1988年開設，取代經濟及公共事務科     |
| 歷史                                          | A                     | AS                          | AS有兩個課程                         |
| 通識教育                                      |                       | AS                          |                                      |
| 英語文學                                      | A                     | AS                          |                                      |
| 數學及統計學                                  |                       | AS                          | 2、3                                 |
| 物理                                          | A                     | AS                          | 5、6                                 |
| 會計學原理                                    | A                     |                             |                                      |
| 心理學                                        | A                     | AS                          | AS在1998年開設                       |
| 純粹數學                                      | A                     |                             | 3                                    |
| 英語運用                                      |                       | AS                          |                                      |
| 社會學                                        | A                     | AS                          | 1983年開設 2000年取消                |
| 法文                                          | A                     |                             | 2001年取消                           |
| 德文                                          | A                     |                             | 2000年取消                           |
| 設計與科技                                    |                       | AS                          | 2007年取消 4、6                      |
| 工程科學                                      | A                     |                             | 1994年開設 2007年取消 5、6           |
| 音樂                                          | A                     | AS                          | 1987年開設 AS在1995年開設 2007年取消 |

註:
1. 電腦應用不可以和電腦科同時報考
2. 應用數學不可以與數學及統計學同時報考
3. 純粹數學不可以與數學及統計學同時報考
4. 設計與科技不可以與美術的第五卷乙部（立體設計）同時報考
5. 工程科學不可以與物理同時報考
6. 只限已獲考評局批准之學校保送之考生，或曾考過該科的考生報考
7. 經濟及公共事務科不可以與經濟科同時報考

法文科及德文科的考試語言為各該語文與英文。此兩科到後期，原則上只接受學校考生報考，自修生要報考只在特殊情況才會被考慮。學校要保送學生報考，須在考試前18個月通知考試局。此兩科的課程，不載在後期的高考規則及課程專輯中，考生可以向考試局索取課程。法文科每年考生極少，最多十餘名，經常不足十名；德文科更加只在1980年有1名考生應考，該生取得C級。高考德文科與會考德文科同一年取消，而高考法文科取消前兩年，會考法文科不再由考試局擬題，改用英國國際普通中學教育文憑考試試題。

### 英語運用科
英語運用科是高補科目，測試考生運用英語的能力。這科早於1960年代已設有，但直至1988年為止，此考試只是「英語測試」，供香港大學作參考，並非正式「高級程度」科目。全卷分四部分：
1. Cursory Reading 速讀（佔全卷25%）
2. Summary & Reading Comprehension 撮寫及閱讀理解（Summary佔20%，Reading佔10%，合共30%）
3. Compositon 作文（佔25%）
4. Listening Test 聽力（佔20%）

當中速讀、撮寫及閱讀理解、作文以一份試卷形式，合共3小時。考試會先進行速讀部份，考生須以30分鐘完成20多條選擇題，閱讀考材取自多份文章。其後試場主任宣佈速讀部份完結後，考生需於餘下2.5小時完成撮寫及閱讀理解、作文兩部份。而聽力測驗會安排另一日進行。當時入讀港大英語運用科的最低成績為E級。
自1989年開始，英語運用科考試進行改革。特別著重英語於日常生活、學習及工作的應用，讓大專院校及僱主得知中七畢業生的英語水平。同時港大提高英語運用科的最低成績至D級。於1989至93年間，考試設四部分。各部分比重如下:
- Section A: Listening 聽力（佔18%）
- Section B: Writing 寫作（佔23%）
- Section C: Reading & Language System 閱讀與語言系統（佔24%）
- Section D: Practical Skills for Work & Study 應用技能（佔35%）

在1993年及以前，英語運用並未成為高級程度會考科目，高考證書不會列出該科成績，考生會另外獲發英語運用考試證書。
自1994年開始，因應預科制度改革，英語運用成為高級補充程度科目。維持原有四卷的設計及精神外，並加入口試，設個人短講及小組討論，全面測試考生的聆聽能力、寫作能力、閱讀能力及英語系統的認知、會話能力、實際運用到工作和學習的能力。各部份比重修訂如下：
測試語言熟練程度的各部分（A-D）（佔72%），考核聆聽、閱讀、寫作及說話能力，每項比重相同。
- Section A: Listening 聽力（佔18%）設2個連續對話部份，考生需一邊聆聽一邊答題，2003年起改為分作3個連續對話部份，總時長不變，考試時間約為1小時
- Section B: Writing 寫作（佔18%）設4題，選1題，字數約500字，考試時間為1小時15分鐘
- Section C: Reading and Language Systems 閱讀與語言系統 （佔18%）閱讀佔6%，有一篇文章，需回答15-17題多項選擇題，語言系統佔12%，包括多項選擇題填充、（M.C. Cloze）、句字填充（全為多項選擇題）（Sentence Completion）、撮要填充（Summary Cloze）、配對（Matching）及校對（Proofreading），考試時間為1小時30分鐘
- Section D: Oral 說話能力（佔18%）設個人短講及小組討論，兩部份比重相同及主題相關，10分鐘預備整個口試，甲部個人短講有一篇300字文章，短講時間為1.5至2分鐘，乙部小組討論設有指引，一般以4人1組，2分鐘預備，討論時間為10分鐘

主要測試工作及學習技能的部分（E）（佔28%）
- Section E: Practical Skills for Work and Study 應用技能 （佔28%），設資料夾（Data File），一般設3個任務，最少一個是長寫作任務，由2006年起，長寫作任務設字數限制，1997年至2007年間文法亦會在短任務考核，短任務有接近一半分數為文法分數，考生需要寫一沒有文法錯誤句子才能得到文法分數，考試時間為1小時45分鐘

（各部分試卷的中文名稱，只載於考試證書內，並不會印在考試課程或試卷中）
隨後1996年中學會考英國語文科課程改革，統一課程甲及課程乙考核模式，課程採用類似英語運用新考核模式。2007年起，兩個課程二合為一。在大學聯招之中，除少數接受國際英語測試系統（IELTS）成績的院校外，英語運用科合格是報名學位課程，甚至某些副學位課程的必需條件，個別課程或要求英語運用科D級或以上。例如港大英語運用科的最低成績要求D級，如果只得E級，在成績實施一級二等制時，則需要在香港中學會考最佳6科細分不得超過36點（A(01)=1、A(02)=2、B(03)=3、B(04)=4、C(05)=5、C(06)=6、D(07)=7、D(08)=8、E(09)=9、E(10)=10、F(11)=11、F(12)=12），即與香港中學會考最佳6科有18分或以上接近。另外，不少院系會加重英語運用科（高補）在大學聯招中的分數至兩倍甚至三倍，以至超越高級程度科目的佔分比重，如香港科技大學商學院會把英語運用科的分數計算成兩科高級程度科目，而一般高補科目通常只會加權至高級程度科目的六成或五成分數。

### 中國語文及文化科
本科評估考生運用中國語文的能力和對中國文化的認識，通常簡稱為「中化」科。自1994年開辦以來，設有實用文寫作（卷一甲部）（設3題選1題，1篇長文字數不得少於600字，而2篇短文總字數不得多於700字）（佔30%）（考試時間為1小時30分鐘）、閱讀理解（卷一乙部）（有3篇文章，其中一篇為文言文，或考核快速閱讀能力）（佔15%）（考試時間為1小時）、文化問題（卷二）（佔25%）（設3題選2題）（考試時間為1小時30分鐘）、聆聽理解（卷三）（設數段錄音，試題以填充、選擇、填表及短答題）（考試時間約為45分鐘）（佔10%）、說話能力（卷四）（設個人短講及小組討論，兩部份比重相同，甲部個人短講有10分鐘預備，短講時間為3分鐘，乙部小組討論一般以5人一組，有10分鐘預備，每人有1分鐘首輪發言，隨後是自由發言，乙部總考試時間為15分鐘）（佔10%）、以及課外閱讀成績考查（卷五）（每位考生需閱讀5本不同類型書籍然後按要求完成課業）（佔10%）。由2005年起，該科調整各卷比重，實用文寫作比重減至20%，而聆聽理解及說話能力兩卷比重則增至15%。
此科將母語中文科當作外語，開了香港考試的先例。當初設計中化科時，考試局中文科科目主任馮祿德等人，加入考核聆聽和口試，將高中中文科的學習重點，從文學素養改為語言能力。此後，考評局高級科目主任馮祿德，又主持2007年中學會考中文科改革，廢除指定篇章，改為和高考中化科一樣，只考語言能力。於是範文完全退出高中中文科的考試，學生抱着「不考不讀」心態，不研讀文學作品，缺乏語文積累，導致中文根基薄弱。教育局在2015年高中重新引入文言範文，2018年文憑試恢復考核。
中化科卷一閱讀及卷三聆聽設有「正確／部分正確／錯誤／無從判斷」四式選擇題（同一年中學會考英文科改革，閱讀卷亦加入「正確／錯誤／無從判斷」三式選擇題），佔分多至全卷四成半，學生感到難以作答，被稱為「奪命四式」，後來相關題型簡化成「正確／錯誤／無從判斷」三式選擇題。中文科設置口試卷，其後更將比重增加，使患有社交恐懼的考生受到不公平對待。中文大學教授莊太量也指出，這些考生受性格影響，令中文科成績被拖低，更有人因而不合格，失去升讀大學機會。考評局每年的中化科試題專輯，都附上《說聽考試考生指引》，試圖為設立聽力說話考試辯解。然而後來接任考評局秘書長的唐創時，也認為中文科無需考核聆聽和口試。直至2024年文憑試中文科改革，廢除聆聽和口試卷（受疫情影響，2020年至2023年文憑試中文科口試卷取消，最後一屆文憑試中文科口試於2019年舉行，聆聽卷則維持至2023年），才結束「中為英教」的現象。
和英語運用一樣，在大學聯招中，考生必需在中國語文及文化科取得合格才合資格報讀學位課程。然而，並非以華語（即廣東話或普通話）為母語，學習中文少於6年而又沒有報考會考中文／普通話科者，大學聯招也有相應制度保障上述學生，通常他們可以英文以外的額外一科高補程度的課程代替中文及格。
中國語文及文化科的分部成績，不按照分卷，而是分為：
1. 實用文類寫作（卷一甲部）
2. 閱讀理解（卷一乙部）
3. 聆聽理解（卷三）
4. 說話能力（卷四）
5. 文化問題與課外閱讀（卷二及卷五）

1994年至1997年，香港大學曾接納中國語文及文化科不合格，但五個分部之中有三個達E級的學生入讀。
卷二文化問題指定參考篇章為：
1. 唐君毅《與青年談中國文化》（節錄）
2. 吳　森《情與中國文化》（節錄）
3. 劉君燦《傳統科學的過去，現在與未來》（連附錄）（2000年或以後）／毛子水《中國科學思想》（節錄）（2000年以前）
4. 趙永新《中國藝術的基本精神》（2000年或以後）／韋政通《中國文化概論．藝術》（2000年以前）
5. 金耀基《中國的傳統社會》（節錄）
6. 殷海光《人生的意義》

卷五課外閱讀，教師須從語文知識、文化常識、散文、小說和報告文學此五類的指定書籍各選一本，也可以將後三類的其中一類用自選書籍代替。
在1994年至1999年，卷一甲部實用文寫作及乙部閱讀理解考試同時進行，總考試時間為2小時30分鐘（1994年至1996年為2小時15分鐘）。由2000年起，卷一甲部實用文寫作及乙部閱讀理解考試分兩節進行，甲部實用文寫作考試時間為1小時30分鐘，乙部閱讀理解考試時間為1小時。而卷一甲乙兩部分開進行，新安排下，乙部閱讀理解部份年份曾考核快速閱讀能力。
為更全面考核考生的能力，考評局在2001年開始不斷更改試題格式，包括在文化問題一卷裏以開放式取代以讀本為本的問題，考生並不能靠背誦六篇篇章的內容而得分，故俗稱「六大皆空」。1994至1995年，卷內會設指定參考篇章為引文，1996至2000年，卷內引文全部是課外篇章。
由2001年起，卷一甲部實用文寫作，會附有一則閱讀材料，圍繞一主題，三條題目都圍繞同一主題。

### 中國語言文學科／中國文學科
中國語言文學科是高級程度會考的選修科目。此科最初有普通程度和高級程度的試卷，課本是港大中文系所編訂的《中國文選》，分上下冊，普通程度只考上冊，高級程度考上下兩冊。
港大的入學資格，原本要求英文和第二語文達到普通程度及格；對絕大部份中文母語的考生而言，即是此科的普通程度及格。1963年，港大取消第二語文普通程度的入讀資格要求。於是只有報考港大中文系的考生，需要報考此科的高級程度。
1980年至1983年，此科有四卷，各三小時：卷一為讀本問題；卷二為作文，設兩題，一題為論說，一題為描寫或抒情，選作一題；卷三為翻譯，共四題，必須全答：譯一段英文散文為中文，譯一小節英文或不同風格語句為中文，譯一段淺近文言為英文，譯一小節中文或不同風格語句為英文；卷四分為甲部閱讀理解欣賞能力測驗，及乙部中國文學史問題，中國文學史分三組：先秦至六朝、唐至清、現代文學，各組設三題，共九題，九題中任選兩題作答。卷一及卷二為必考，卷三或卷四選一卷。翻譯卷選考人數甚少，僅佔此科全體考生的百分之五左右，在1984年取消，卷四改稱卷三。及後本科試卷形式改為：卷一作文及閱讀理解，卷二讀本問題，卷三中國文學史問題，各三小時，皆為必考。
1980年代，以高級程度會考成績報讀中文大學的學生，須取得此科及格，或者另外報考香港高等程度會考中國語言文學科取得及格。這項要求在1991年取消。
1994年，此科改名中國文學科，加強文學成分，設三卷，卷一作文及文學作品理解與賞析，卷二讀本問題，卷三中國文學史問題。卷一甲部作文2題選1，約2小時，佔該科25%，乙部文學作品理解及嘗析，約1小時，佔該科15%，全部必答；卷二及卷三各8題選4，各佔該科30%。自從中國語文及文化科於同年新設之後，只有中文大學中文系，要求申請者必修中國文學科。
由於此科過往一直作為高級程度會考的中文科（實際上1980年代初期仍有翻譯卷時，此科中文名稱為「中國語文」科，1984年始稱為「中國語言文學」科），因此在高級程度會考考試規則中，特別註明此科可以與中化科一同報考。
2005年，此科有重大變革，減少背誦知識，加入校內評核：卷一文學創作，卷二文學賞析，卷三創作練習，卷四文學閱讀。其中前兩卷為筆試，各三小時，後兩卷為校內評核。卷一分兩部，甲部文章寫作，兩題選一題作文，乙部片段寫作，設1至3題，全須作答，分別佔全科17%和8%，卷二從指定作品和課外作品設問，5題選3，佔全科50%，卷三從散文、詩歌、小說、戲劇選兩類以上創作，卷四按指定方式選讀三本書籍並完成作業，分別佔全科15%和10%。

### 高等數學科目
香港高級程度會考，有多個科目教授或要求高等數學知識。
高級程度科目有純粹數學科及應用數學科，供預科的理科數學組學生修讀。在1994年高級程度會考改革之前，多數數學組學生會同時修讀此兩科。1994年改革以後，開設了數學及統計學科，供給有意學習比中學會考數學科更深入的數學，但不擬入讀大學物理科學或工程的預科學生（毋須曾修讀會考附加數學科）；而應用數學科也新增了高級補充程度。以上各科均教授微積分，而程度深淺和重點各有不同：數學及統計學科最淺，只要求基本的微積分知識；純粹數學科最深，要求認識單變量微積分的理論知識（包括序列和函數極限的直觀概念，函數的連續性和可微性的相關結果），和掌握各種積分技巧；應用數學科則著重於向量微積分（高級程度）、微分方程和數值分析（高級與高補程度）。
在高級程度會考物理科課程中，明確強調學生需要掌握高等數學知識，包括微積分的基本概念，以及多項式、三角函數、指數函數和自然對數函數的導數計算，方能正確運用物理概念和模型。因此就算是沒有修讀高等數學科的理科生物組學生，也要學會基本的微積分知識，才可以學習物理科。

### 其他科目考試形式
以下為未有中六拔尖之前，除上述外各科的考試形式。未另外指明者，一份卷的時間都是3小時。
| 科目           | 形式 |
| -------------- | --- |
| 應用數學       | AL：設兩卷，佔分比重相等。各卷分兩部、甲部短題目6至8題全答，乙部長題目6題選4，兩部分別佔該卷40%、60%。 AS：只設一卷，早期獨立設卷。2000年刪減課程，自此考核內容與AL卷二相同，亦共用試卷。 |
| 美術           | 分三部：第一部設一卷，3小時，素描，分兩節，靜物素描2小時，人物素描1小時；第二部專題研習，設四卷（中國美術史、西洋美術史、以視覺形式表現主題、設計），各3小時，AL考生選答兩卷，AS考生選答一卷，第三部作品集，考生考試前兩年間，呈交作品予面試小組評核，AL考生10至20件，AS考生8至15件。三部分別佔全科比重：AL為30%、25%×2、20%，AS為40%、30%丶30%。 |
| 生物           | AL：設三卷：卷一分甲部簡短題目，16%、乙部與數據有關的分析性題目，24%，全部題目必答，全卷佔40%；卷二分三部、甲部和乙部為論述式題目、各3題選2，各16%，丙部為一般生物性課題的論述式題目，4至5題選1題，8%，全卷佔40% ；卷三為教師評審制，20%，自修生改考卷四實驗考試，3小時，亦為20%。 AS：設二卷，卷一分甲部簡短題目、與數據有關的問題、結構式問題，都為必答，48%、乙部結構式題目、2題選1題，16%、丙部一般生物性課題的論述式題目，2至3題選1題，16% ，全卷佔80%；卷二為教師評審制，20%。        |
| 企業概論       | 設兩卷，佔分比重相等，卷一有短題目及案例問題，卷二有論述題。 |
| 中國歷史       | AL：設二卷，卷一分三部，第一部設六題，一題為歷史資料題必答，其他5題選1、第二、三部各3題選1。每題佔分比重相同。卷二分四部、每部3題選1。每題佔分比重相同。 AS：設一卷，即AL卷一。 |
| 化學           | AL：筆試分兩卷，卷一分三部、甲部短題目、乙部實驗題、丙部論述題，甲乙兩部皆必答，丙部2題選1，三部分別佔該卷60%、20%、20%。卷二分甲乙兩部、甲部為課程的課題1至11內容，4題選3、乙部為課程的課題12至14內容，3題選2，兩部各佔該卷60%、40%。卷一卷二分別佔該科40%。實驗考試佔該科20%，學校考生為教師評審制，自修生可選擇用以往成績，或參加3小時實驗考試。 AS：筆試設一卷，分三部、甲部短問題、乙部長問題、丙部論述題，三部分別佔該30%、40%、10%，此卷佔該科80%。實驗考試佔該科20%，為教師評審制。 |
| 電腦應用       | 卷一筆試，佔70%，分甲乙兩部，甲部為短問題，乙部為3題長問題，兩部分別佔該卷40%、60%，全為必答。卷二教師評審制，佔30%。 |
| 電腦科         | 設三卷，卷一及卷二為筆試，各分甲乙兩部，甲部短題目必答，乙部長題目4題選3，兩部分別佔該卷40%、60%。卷一卷二各佔該科40%。卷三為實習試，3小時，佔該科20%。 |
| 設計與科技     | 設三卷，卷一設計分析與綜合，2小時30分，3題，第1題必答，其餘2題選1，兩題分別佔該卷75%、25%，卷二科技研習，2小時，5題卷3，卷三設計作業，於工場實習，由校內及校外教師評分。三卷各佔該科33 1/3%。 |
| 倫理及宗教科   | 設一卷，3小時。分四部，對應課程的四部。考生選兩部、於所選每部4題選2。第四部分三組：佛教、基督教、孔教，考生只可選一組。各題比重相同。 |
| 經濟學         | AL：設兩卷，比重相同，所有題目必答。每卷各分三部分，甲部多項選擇題、乙部丙部為短題目、三部分佔分比重相同。 AS：設一卷，即AL卷一。 |
| 電子學         | 設一卷筆試及一卷課程作業。卷一3小時，分兩部、甲部短題目，必答，乙部長題目，6題選4，兩部分別佔該科32%、48%，卷二於工場完成，由校內及校外教師評分，佔該科20%。 |
| 英語文學       | AL：設兩卷。卷一分兩部，第一部分為2小時筆試，從課程卷一的三個主題選一個作答兩題，佔該卷66%，第二部分為作品集，佔該卷34%，由考生在考試年之前的11月呈交。卷二為3小時筆試，分兩部，第一部分作答一題，佔該卷34%，第二部分從課程卷二的三個主題選一個作答兩題，佔該卷66%。 AS：設一卷，即AL卷一。 |
| 工程科學       | 設三卷，卷一和卷二為筆試，各3小時，各佔該科40%，卷一分甲乙兩部，甲部為短題目，乙部為工程問題有關的題目，兩部皆為必答，分別佔該科25%、15%，卷二為長題目，9題選6。卷三為實驗操作，1小時30分，佔20%。 |
| 地理           | 設兩卷，比重相同，卷一是結構式試題，分兩部，第一部為地圖試題，必答，第二部分甲乙丙三組，分別設4、2、4 題，選4題，其中3題各從每組選1，第4題選自甲或丙組，各題佔該卷相同比重。卷二是自由論述題，分甲乙丙三組，分別設4、3、4 題，選4題，其中3題各從每組選1，第4題選自甲或丙組，各題佔該卷相同比重。 |
| 政府與公共事務 | AL：設兩卷，比重相同，卷一分甲乙兩組，甲組分兩部分，各部分3題選1，乙組6題選2，卷二分三組，甲組6題選2，乙丙組各3題選1。 AS：設一卷，即AL卷一。 |
| 歷史           | AL：設兩卷，比重相同，各卷再分兩部分，第一部分歷史資料題，佔該卷25%，必答，第二部分為論述題，卷一設21題，卷二設29題，選3題作答，佔該卷75%。 AS：設一卷。分為兩課程，即AL卷一或卷二。 |
| 通識教育       | 該科有6個單元，考生選2個單元。每單元筆試2小時30分，設兩組，甲組資料回應題全答，佔該單元75%，乙組文章式題目或資料回應題，4題選1，佔25%。每單元佔全科40%。考生並於所選其一單元提交一份專題報告，佔該科20%。 |
| 數學及統計學   | 設一卷，分兩部，甲部為較易的短題目，6至8題，全答，乙部為較難的長題目，6題選4。兩部分別佔40%、60%。 |
| 音樂           | AL：分為甲部必考部分、乙部選考部分，甲部設4卷，卷一（聆聽）、卷二（西洋音樂技巧）必考，卷三（西洋音樂史及中國音樂知識）、卷四（中國音樂史）選考一卷，乙部設4卷（演奏、作曲、專題研習、音樂專文），選考一卷。各卷比重佔該科25%。 AS：從AL各卷選考2卷，兩卷比重之和須為100%。各卷佔該科比重為甲部卷一及乙部4卷各40%，甲部卷二、三、四各60%。 |
| 會計學原理     | 設兩卷，各分兩部，甲部3題選2，乙部3題選2。兩部分別佔該卷40%、60%。 |
| 純粹數學       | 設兩卷，佔分比重相等。各卷再分甲乙兩部、甲部短題目6至8題全答，乙部長題目6題選4（2006年起改為5選4），兩部分別佔該卷40%、60%。 |
| 物理           | AL：設三卷，卷一和卷二為筆試，各3小時，分別佔該科42%、43%。卷一為層次式解答題，全為必答，卷二分兩部，甲部多項選擇題全答（25%），乙部論述題5題選3（2007年起改為4選3）（18%）。卷三實驗操作，1小時，包含3個短實驗，各20分鐘，佔該科15%。 AS：設三卷，卷一和卷二為筆試，分別佔該科33%、52%。卷一1小時10分，結構式解答題，全為必答，卷二1小時50分，分兩部，甲部多項選擇題全答，乙部論述題4題選2。卷三實驗操作，1小時，包含3個短實驗，各20分鐘，佔該科15%。                                      |
| 心理學         | AL：設兩卷，該科課程卷一和卷二各有六部分。考生在每卷六部分的每部分2題選1，各題比重相同。 AS：設一卷，即AL卷一。 |

### 最多人報考科目
以下是2005年首次報考的日校考生，報考人數由多至少的首20個科目：
| 男生（11 854人）  | 男生（11 854人） | 女生（14 860人）  | 女生（14 860人） |
| 科目              | 百分率           | 科目              | 百分率           |
| ----------------- | ---------------- | ----------------- | ---------------- |
| 英語運用 AS       | 100.00%          | 英語運用 AS       | 100.00%          |
| 中國語文及文化 AS | 99.94%           | 中國語文及文化 AS | 99.89%           |
| 物理 A            | 49.49%           | 經濟學 A          | 33.28%           |
| 化學 A            | 42.76%           | 化學 A            | 31.40%           |
| 純粹數學 A        | 36.27%           | 地理 A            | 27.80%           |
| 生物 A            | 22.79%           | 生物 A            | 22.96%           |
| 經濟學 A          | 22.17%           | 數學及統計學 AS   | 22.52%           |
| 數學及統計學 AS   | 17.60%           | 物理 A            | 22.42%           |
| 地理 A            | 15.43%           | 會計學原理 A      | 17.73%           |
| 電腦應用 AS       | 14.47%           | 中國歷史 A        | 17.41%           |
| 中國歷史 A        | 12.50%           | 中國文學 A        | 15.32%           |
| 會計學原理 A      | 10.65%           | 純粹數學 A        | 13.82%           |
| 歷史 A            | 8.89%            | 歷史 A            | 12.99%           |
| 企業概論 A        | 6.87%            | 電腦應用 AS       | 11.84%           |
| 應用數學 A        | 5.86%            | 企業概論 A        | 10.15%           |
| 中國文學 A        | 5.81%            | 通識教育 AS       | 6.87%            |
| 應用數學 AS       | 5.77%            | 歷史(課程甲) AS   | 3.01%            |
| 通識教育 AS       | 2.94%            | 中國歷史 AS       | 2.61%            |
| 歷史(課程甲) AS   | 1.76%            | 心理學 A          | 2.21%            |
| 物理 AS           | 1.58%            | 物理 AS           | 1.68%            |

以下是1990年全部科目的學校考生應考百分率，由多至少排列。
| 男生（7141人） | 男生（7141人） | 女生（6658人） | 女生（6658人） |
| 科目           | 百分率         | 科目           | 百分率         |
| -------------- | -------------- | -------------- | -------------- |
| 英語運用       | 99.73%         | 英語運用       | 99.80%         |
| 物理           | 67.60%         | 中國語言文學   | 47.69%         |
| 化學           | 54.91%         | 經濟           | 43.66%         |
| 純數學         | 39.81%         | 地理           | 35.85%         |
| 應用數學       | 35.00%         | 中國歷史       | 32.62%         |
| 生物           | 27.52%         | 物理           | 26.01%         |
| 經濟           | 21.58%         | 歷史           | 25.74%         |
| 中國語言文學   | 15.99%         | 化學           | 24.69%         |
| 地理           | 15.53%         | 生物           | 16.31%         |
| 中國歷史       | 14.44%         | 會計學原理     | 11.81%         |
| 歷史           | 9.40%          | 企業概論       | 10.06%         |
| 會計學原理     | 7.21%          | 純數學         | 9.75%          |
| 企業概論       | 5.85%          | 應用數學       | 5.60%          |
| 心理學         | 1.68%          | 心理學         | 3.72%          |
| 政府與公共事務 | 0.50%          | 英國文學       | 2.61%          |
| 社會學         | 0.28%          | 政府與公共事務 | 1.58%          |
| 英國文學       | 0.10%          | 社會學         | 0.84%          |
| 音樂           | 0.06%          | 音樂           | 0.14%          |
| 美術           | 0.04%          | 法文           | 0.03%          |
| 法文           | 0.00%          | 美術           | 0.02%          |

## 成績等級
高考的成績共分6級（A、B、C、D、E、F）。A級為最高等、C級為良好、E級為及格，F級為最低，F級以下為不予評級（簡稱UNCL），F及UNCL視為不合格。
1980年的成績分成A(1)至H(8)八級。1981年起，香港考試局不再向香港大學提供考生科目積分，因而採用一級三等制，（即A(01)、A(02)、A(03)、B(04)、B(05)、B(06)等），但英語運用科自1989年起始用一級三等制。1985年起取消G、H級（G(19)至H(24)六等），改為不予評級。1992年起，改成一級二等制（即A(01)、A(02)、B(03)、B(04)等），由2002年起取消。
高考的及格（E級），無論是高級程度或高級補充程度的科目，均相當於英國普通教育文憑試高級程度考試（GCE A-Level）相應科目及格。
不同於香港中學會考，高考的成績不會換算為積點。
以往香港大學舉行的高級程度會考，分為A(1)至H(9)級，在E(5)級和F(7)級之間，設有O(6)級，指該科成績未達到高級程度及格(Pass at Advanced Level)，但達到普通程度及格(Pass at Ordinary Level)。考試局接辦後取消O(6)級。

## 考試費用
雖然高考為香港其中一個主要的公開考試，但報考者仍雖繳交費用才可應考，考評局會向考生收取報名費，及每項應考科目的考試費用，惟領有綜援、或本來在學費減免計劃下受資助的考生可申請減免。一般支付全費的日校考生約需支付$2,000至$3,000，視乎應考科目數量而定。

## 考試場地
考試局一般會借用中學校舍作為考場。雖然學校有義務要提供考試場地作為保送學校考生的條件，但和會考不同，由於總應考人數較少，並非所有有學生報考的學校的所屬校舍最後都會被外借為試場。例如居住於離島的考生常需乘船到港九龍區應考，跨區應考說話能力考核也較常見。

## 覆核科目成績和索取試卷
考生如果有充足理由，可以在放榜後7日內，申請覆核科目成績。學校考生須經學校申請，自修生可直接向考評局申請。2000年以前，每名考生只可以申請最多兩科覆核。2001年，考試局新增積分覆核選項，即只檢查分數是否正確及答案有否漏改，但不會重新閱卷，考生可以申請最多兩科全面覆核和最多兩科積分覆核。2007年起，考評局放寬覆核限制，每名考生可以申請全面覆核和積分覆核合共最多四科。2009年起，考生可以申請中化科、英語運用科和通識科的個別分部作全面覆核（此三科有分部成績），而同科其他分部也會作積分覆核。覆核結果可以為維持或提升等級，不會降低等級。如果科目的成績等級提升，會退還該科覆核費用。
2008年以前，考評局在考生手冊的覆核成績部分中指出「本局不會提供答卷予考生」，並以方框作醒目標示，但2009年考評局被傳媒揭發偷偷地把此句刪去。原來2008年一名會考生覆核3科，仍維持原有成績，其曾任閱卷員的母親，向考評局高層多次交涉，要求取得已批改答卷，但不成功，便向申訴專員公署投訴，一年後獲得公署回覆指其投訴成立。事件報導後，考評局終於承認自該年起，考生有權向考評局索取答卷。

## 聆聽考試
每年的聆聽考試，除人數較少的中國語文及文化（普通話組）和個別使用紅外線接收系統的試場以外，皆採取電台直播的方式進行。（1995年起香港中學會考英文科課程乙開始以電台播放，兩年後1997年英語運用科亦開始以電台播放。）最初由香港電台第四台直播，因屢有接收不清投訴，改由訊號較強的香港電台第二台直播。而且聆聽考試的其中一個特色是在正式播放考試內容前，均會先播放改編自英國著名民謠綠袖子的綠袖子幻想曲，因為本曲音訊長度為剛好5分鐘，容易計算時間。考評局也解釋綠袖子是大部分香港中學生上音樂堂時學過的，較易接受；此外考評局亦指出本曲和諧的調子可舒緩考生考試時的緊張情緒。而在英語運用科的聆聽考試中，除了在開考前5分鐘會播放綠袖子外，亦會在聆聽錄音播放完後播放10分鐘藍色多瑙河，曲目播放完後，聆聽考試便結束，考生必須停止作答。
雖然香港電台第二台在大部分情況都發揮應有的作用，但接收不良的事件每年偶有發生，更曾發生誤收的士台的事件。在2010年起，考評局在小部分試場引入紅外線接收系統，以特製接收器取代收音機的方式，播放試題聲帶。

## 成績要求
香港高級程度會考考生經常批評考取好成績的難度太高，評審要求亦比中學會考更為嚴格。在大多數科目中，只有非常頂尖的學生才能考取較佳成績。在大部份科目中，只有平均4%的學生能取得優異成績（A級），而取得良好（C級）或以上成績的人總和也大概只有少於24%；部份科目如英語運用科，更分別只有平均1%和14%的學生能考獲A級和C級，因此在高考中取得C級已算是相當好的成績。

### 港英兩地大學入學試比較
根據最新「香港及英國考試等級比較研究」 的結果，香港高級程度會考的A級、B級、C級相等於英國GCE A-Level的A級。（註：該報告亦附註該等級比較主要針對科學及數學的範疇，至於人文學科（如高補的英語運用）需作獨立比較）。但普遍而言，香港高考的艱深程度遠比英國高考為高。
根據UK-NARIC研究，香港高級程度會考與英國GCE A-Level的成績比較：
| HKALE成績 | GCE A-Level成績 | HKDSE成績 |
| --------- | --------------- | --------- |
| A         | A*              | 5**       |
| B         | A               | 5*        |
| C         | A/B             | 5         |
| D         | C/D             | 4         |
| E         | E               | 3         |
| F         | U               | 2         |
| U         | U               | 1         |

相對起英國高考平均有19-25%的考生能取得A級，香港高考取得A級僅有約4%，香港高考的難度明顯較高；而近年香港高考取得C或以上成績的百分率，更呈下降趨勢，不少科目只有2-3%考生能取得A級成績。
1996-2012香港高級程度會考英語運用科考生成績
|                          | 1996 | 1997 | 1998 | 1999 | 2000 | 2001 | 2002 | 2003 | 2004 | 2005 | 2006 | 2007 | 2008 | 2009 | 2010 | 2011 | 2012 |
| ------------------------ | ---- | ---- | ---- | ---- | ---- | ---- | ---- | ---- | ---- | ---- | ---- | ---- | ---- | ---- | ---- | ---- | ---- |
| 考獲A級成績的百分比（%） | 0.9  | 0.9  | 0.9  | 1.0  | 0.9  | 0.9  | 0.9  | 0.7  | 0.6  | 0.6  | 0.6  | 0.7  | 0.7  | 0.7  | 0.8  | 0.8  | 0.8  |

1996-2012香港高級程度會考高級補充程度物理科考生成績
|                          | 1996 | 1997 | 1998 | 1999 | 2000 | 2001 | 2002 | 2003 | 2004 | 2005 | 2006 | 2007 | 2008 | 2009 | 2010 | 2011 | 2012 |
| ------------------------ | ---- | ---- | ---- | ---- | ---- | ---- | ---- | ---- | ---- | ---- | ---- | ---- | ---- | ---- | ---- | ---- | ---- |
| 考獲A級成績的百分比（%） | 1.8  | 0.2  | 0.5  | 0.4  | 1.8  | 0.1  | 0.5  | 0.8  | 0    | 0    | 0    | 0.3  | 0.9  | 1.2  | 1.0  | 1.4  | 1.4  |

## 課程
有評論指香港高級程度會考是世界上難度最高的大學入學試之一，其課程內容相等於很多其他國家和地區大學本科一年級的程度，故此香港高考一直受香港的教師和學生批評。教師學生均認為課程的設計過份困難和苛刻，不單學生的能力無法應付，而一般教師也沒法把課程教授得完全，部份香港教師自身對課程的理解和認識都遠遠不及學生，以致學生不能掌握其中概念，故以往很多中學會考成績較佳學生經1980年代的暫取生計劃入讀香港中文大學，也有家境較佳之學生選擇於中六後赴美國升學，有些學生會同時報考程度較淺之英國普通教育高級程度證書考試作保險。部份海外大專院校對持香港高考成績之學生採取較寬鬆政策，將入學要求等級或分數下調遷就他們，甚至給予額外學分使他們可直入四年制大學之第二年課程以快些畢業。
同時由於課程時間緊迫，從學校九月開課到後年三月考試僅有一年半時間（扣除考試、學校假期等的實際授課時間實際不足一年），課程除艱深外更為冗長，令大部分學校經常出現「趕書」、假期回校繼續上課的情況，而某些課程內容較多的科目（如中國歷史科和生物科）更是難以在一年半內完成，形成一種「貼題」的教學文化，教師往往只教授重點內容。部份科目的高補課程內容名義上為高級程度的一半，但兩者份量卻差不多，令課程匆忙。無論課程深淺與否，加上大部分老師往往貼錯題目，學生難以在短時間內明白課本內容時已需考試。
以高級程度補充科目通識科（比新制顯淺）為例，考生在中六課程期間進行學習同時，已經要分配大量時間在專題研習中，例如撰寫問卷、進行問卷調查，雖然課程簡淺，但所須時間並沒有因此而相對減少。同時，在學生付出與高考程度的努力，但最終分數卻只計算成高考成績的的50%（本港大學）至60%（理大）左右，使考生有感為「事倍功半」的成績。另外，由於課程的深淺、個別課程特色、個別課程語文與教師的能力難以配合（例如身教多班），例如有不少以中文教授資訊要快要新的地理科老師，於2000年代尾聲稱沒有中文科筆記下，仍然沿用及要求購買老舊1992 年出版的教科書地理景觀。而身為成年人的學生了解到教師的能力對自身前途升學和教學嚴重不足，故香港高級程度會考和中學會考為香港的學生產生了一套獨特的補習文化：以教授考試技巧為主的大型補習社的流行。

## 升學機會
因為聯招是大學的主要收生途徑（單以教資會資助學位計算，每年約有12000個學位是經聯招主要程序（不包括拔尖計劃）入學，佔約14000個資助學額的八成多），依賴聯招被大學取錄幾乎是全部考生的最終目標。但是，相對於取得最低大學入學資格（即中國語文及文化、英語運用，及相等於兩科高級程度數量的科目及格）的考生人數，現時聯招計劃的學額並沒有大幅增加（甚至出現減少）。近年有不少取得最低入學資格的考生，個別科目成績優異但某些科目未能及格，或因整體表現不夠出色並未獲任何大學的學位課程取錄。即使香港公開大學在06/07年學年加入聯招以來，包括資助學位在內聯招提供的學額都有輕微提升，但因近年考獲最低大學入學資格的學校考生及自修生的升幅比學額升幅更高，這情況更見顯著。以2011年為例，預計會有超過7000名符合入讀學位課程資格的考生無法入讀聯招下提供的學位課程。
下表為每年考獲最低入學成績的學校考生，經聯招入讀學位課程的大約比例，但實際上，因未包括非學校考生，及個別學校學生或會上訴高考成績或放棄在主要程序所派的學位，實際的入學數字和比例有輕微的出入。
| 放榜年度 | 考獲最低學位課程入學資格的學校考生 | 經聯招「主要程序」派出的學位 （2006/07年後也包括公開大學自資學位） | 符合資格者獲派學位課程的大約比率 |
| -------- | ---------------------------------- | ------------------------------------------------------------------ | -------------------------------- |
| 2012     | 18,212                             | 12,289                                                             | 67.5%                            |
| 2011     | 18,347                             | 12,417                                                             | 67.7%                            |
| 2010     | 17,261                             | 12,244                                                             | 72.1%                            |
| 2009     | 17,130                             | 12,038                                                             | 70.2%                            |
| 2008     | 16,992                             | 11,979                                                             | 70.5%                            |
| 2007     | 16,520                             | 11,525                                                             | 69.8%                            |
| 2006     | 15,581                             | 11,294                                                             | 72.5%                            |
| 2005     | 15,557                             | 11,469                                                             | 73.7%                            |
| 2004     | 16,308                             | 11,748                                                             | 72.0%                            |
| 2003     | 16,222                             | 12,273                                                             | 75.6%                            |
| 2002     | 16,250                             | 12,894                                                             | 79.3%                            |
| 2001     | 15,935                             | 13,194                                                             | 82.8%                            |
| 2000     | 15,312                             | 13,092                                                             | 85.5%                            |
| 1999     | 14,667                             | 13,023                                                             | 88.8%                            |

## 異常事件

### 1986年英語運用科聆聽卷重考
1986年4月12日舉行的英語運用科的聆聽卷，因為錄音帶的指示出錯而引起混亂。本卷形式，是先聆聽測驗內容兩次並記下筆記，再拆開試題作答。考試錄音原本應為先播出一套開場白指示及重複播出一段文章兩次，然後播出一套指示，告訴考生從封套取出試題答題簿。可是在測驗錄音帶中，卻是先播出兩套指示，再播出該段文章一次。考生在檢查完試場提供的耳機後，試場播放錄音帶，發現指示不正常。有試場主任連忙停止播放，致電詢問考試局，然後指示考生不要打開封套，直至內容播放完畢；不過也有些試場監考員讓考生繼續跟從錯誤指示，在未播放內容前，就取出試題閱讀。有一部份試場決定中止考試。事故原因是錄音帶標示不清楚，有人誤將工作用的開盤錄音帶，當作剪輯好的主帶，拿給工場翻錄為測驗錄音帶，導致指示和考試內容次序出錯。
香港考試局決定在5月2日下午3時在原試場舉行重考，除了兩個試場要以另外兩個試場代替。重考日子引來一部分考生不滿，因為當日上午要參加中國語言文學科試卷三文學試，況且多數考生的中文科和英文科在不同試場，需要從一個試場前往另一個試場。上午的三小時考試和交通令他們很疲倦，一日兩科考試也對他們構成很大壓力，不利於應付要集中精神的聆聽測驗，比不考中文科的考生不公平。近二萬名要重考的考生中，約有六千名考生要一日考兩科。但考試局解釋，由於5月3日要舉行香港高等程度會考的經濟及公共事務科，及香港中學會考的家政科考試，只能定於5月2日舉行重考，並在兩科之間已預留了三小時，比平常的下午考試延遲了一小時開始，給予考生時間前往試場和休息。考生質疑他們需要吃午飯和趕往另一試場，是否真的有時間休息。

### 1996年中國語文及文化科背寫範文事件
1996年中國語文及文化科卷一甲部實用文類寫作，三題選作一題，其中一題要求為香港旅遊協會撰寫一篇不少於600字的專題文章，介紹香港的中國傳統節日。考試局發現有584名考生的作文，背寫一間補習社的端午節和中秋節的範文，照用了範文的詞語句式，還重複了範文的錯處，例如稱國際龍舟賽在淺水灣舉行。考試局決定重改試卷，不批改與範文相似文字，因為背寫範文與測試寫作能力的目的相悖。考試局稱這些考生中，有些人在中化科其他分卷表現良好。有152名涉事考生申請覆核試卷。有教育界人士批評考試局過於嚴厲，指出很多考生不知道中文作文不能使用背誦文字。也有報章評論指，學生考試擅於背誦標準答案，而中化科的實用文作文，內容和格式限制大，創作成分很低，文章「千篇一律」不足為奇。把背默文字刪去後，剩餘的文章殘篇文理不通，不可能及格，且中化科當時也無明文禁止背默他人作品，考生無違反考試規則。考試局應該「按文評分」，對生硬背默中的錯誤，例如文不對題，漏空字詞等扣分，才讓人信服。
範文的作者是城市大學助理教授何添博士，由城大推薦到考試局任科目委員。他承認一年前開始在補習社兼職導師，未向大學申報，在事後向城大辭職。他說已告訴學生不要背文章，而他只是舉出一些熱門題材，示範專題介紹文章的作法，他一共給出三十篇實用文範文，有兩篇命中只是巧合。他也無因出任考試局委員而獲知試題。考試局指何添只在中五中文科科目委員會任職，從未參與高考工作，不會接觸到高考試卷。

### 2000年英語運用科「錄上錄」事件
2000年4月3日舉行的英語運用科聆聽考試，出現「錄上錄」事件。該年的考試聲帶中，為增加真實感，插入一小段6年前的電台節目錄音，長約三分鐘。由於該段錄音有嘶嘶聲的背景雜音，且因其原本音量較低，在製作時加大音量，連雜音也被放大，所以音質明顯較特別錄製的考試聲帶其他部分為差。不少考生以為自備的耳筒式便攜收音機接收出問題而驚慌，有考生急忙亂調頻道，也有考生要求往設有座檯式收音機的特別室應考。在159個試場中，有50個都有考生投訴接收不清。該卷總分為93分，涉事部分佔分為13分。考試局事後按各考生在該卷其他部分表現，調整考生在該部分的分數。

### 2001年歷史科及純粹數學科等題目出錯
2001年4月6日，高級程度歷史科出現中英文版本問題不同事件。該科卷一其中一題，英文版所問的是1919年至1945年之間，中文版卻是1900年至1945年之間，多出19年。兩者題目差異被指對考中文版考生不公平，年期跨越第一次世界大戰前後，可能會令部分考生不敢選答。
4月20日，高級程度純粹數學科考試，卷二乙部長題目的其中一題出錯，令考生浪費大量時間核對計算並引起恐慌。乙部要求6題選4題作答，由於該題是用微積分描繪給定函數的曲線圖像，這種題型的作答步驟機械化，幾乎所有考生都會選答。涉事分題要證明函數的二階導數等於所印的數式，但數式卻將「{\displaystyle 6-x}」誤印成「{\displaystyle x-6}」。題目出錯引起考生強烈不滿，要求追究考試局。考試局科目委員會經過長時間開會，討論三個方案：強制性重考、選擇性重考和調整分數之後，決定作出調整分數，即以卷一全卷及卷二甲部的分數，調整卷二乙部分數，並應用於所有考生，包括沒有選答該題的考生，因為考慮到有些考生可能做不出該題而放棄作答。
5月10日舉行的高級程度電腦科，也被發現卷一第一題的邏輯門示範圖有錯。考試局在一日後完成批改，稱該題為4分，出錯的分題為2分，該科有297名考生，有約30名考生該題只取得部分分數，可能受到錯誤的示例影響。考試局稱考生若認為受影響，可以向該局寫信解釋，該局會個別處理。會考的中國歷史科、電腦科及體育科其後也發現有試題出錯。
考試局就試卷連番出錯，委任三人專責小組調查，小組報告指有關人員處事輕率，太倚賴他人校對，而這兩科的審題委員會主席需負上最大責任。小組發現歷史科初擬試題為1900年至1945年，題目送交外國專家審視，對方認為範圍太闊，建議收窄至1919年開始，但科目主任只修改了英文版，忘記修改中文版。 歷史科的科目主任因犯錯嚴重，被考試局停職。考試局也增加校對和審核人手。申訴專員公署也決定主動調查，次年3月發表報告，批評考試局審查試題和校對的警覺性不足，招聘審題委員程序不透明。

### 2001年網上放榜網站大擠塞
2001年考試局與網絡商「生活易」合作，首次提供網上查閱高考及會考成績服務。7月6日高考放榜為第一次使用，恰逢颱風吹襲，當日上午八號風球生效，學校考生不能回校領取成績，即湧至網站等候早上8時查閱成績，在8時前已有5萬人次，令網站大擠塞，放榜不到5分鐘就被拖垮。不少考生花兩三小時仍無法登入網站，至中午時還有七千多人未能登入。考試局稱應屆高考生有約三萬七千人，網絡商承諾網站容量有每小時2萬人次，未料到遇上颱風，令流量大幅超出預期，網絡商當時已加大網站容量至一小時7萬2千人次應對。

### 2003年嚴重急性呼吸系統綜合症
2003年3月，嚴重急性呼吸系統綜合症出現社區傳播時，高考的英語運用科口試正在進行（3月12至21日）。3月20日，考評局發出指引，考生可以戴口罩應考，但是口試進行時候須除下口罩。如果試場有考生咳嗽，教師會安排他們在試場的角落或另外的考室考試。因家人染疫被隔離的考生，可以在考評局新蒲崗辦事處的特別試場單獨房間考試。染疫、發燒或有非典型肺炎病徵的考生不應考試。學校考生可以向考評局申請校內成績評審，評估成績也由一般的C或E級，改為A至E五級；自修生則作缺席論，考評局會退還缺考科目考試費。因發燒等而無法應考的自修生，高考有2人，會考有5人。另有15名考生，包括6名高考生，獲安排往新蒲崗辦事處考試。
3月21日，聖貞德中學有一名學生染疫，需停課關閉校舍七日消毒，之後華英中學也有學生染疫而需停課關閉，聖羅撒書院則在爆發院內傳播的沙田威爾斯親王醫院對面。考評局起初打算更換這些學校試場，但3月25日稱在諮詢衛生署後，該局認為有學生染疫的學校，校舍經過消毒，及開窗保持通風，就適合用作試場。高考及會考會如期舉行。
3月28日，高考首場筆試中化科開考前一小時，7時15分太古城地利亞修女紀念學校通知考評局，因有學生染疫要停課及消毒校舍，當日不能借出場地考試。考評局緊急安排旅遊車接載該試場120名考生，前往北角寶馬山的中華基督教會桂華山中學應考，令考試延誤逾一小時。考評局譴責該學校，而校方則指前一日下午3時15分接到衛生署通知有學生染疫，緊急會議決定按教統局及衛生署指示關閉校舍之後，當晚6時20分至9時30分十多次嘗試致電聯繫考評局不果，又指出學校禮堂未消毒，因此不能借出，至次日清早聯繫上考評局，反遭該局秘書長蔡熾昌多次來電要求開放禮堂考試，稱局方無臨時應變措施。因應淘大花園爆發大規模疫情被隔離，考評局決定4月1日至4日的考試，停用在淘大花園對面的瑪利諾中學試場，原來在該試場應考的200名考生，改於新蒲崗的天主教伍華中學應考。居於淘大花園被隔離的高考生，獲考評局用校內成績評審。
高考物理科實驗考試，原定於4月22日至24日復活節學校假期時舉行。由於全港所有中學在3月29日至4月21日停課，並在4月22日復課，所以很多學校不能如期借出實驗室及安排教師進行考試。考試於是提前一周至4月15至17日舉行，並預留4月26日作後備，讓不能於新的時間應考的考生考試。
4月23日，考評局宣布，從4月28日開始，所有高考和會考考生，必須戴口罩應試，口試也須戴上口罩應考，包括5月舉行的中化科口試。開考前考生也須填表申報體溫正常及無不適。

### 2008年英語運用科題意不清
2008年，英語運用科聆聽卷，其中一條試題要求考生在聆聽錄音時，記下題中所列舉物件中可以攜帶者，在方格中打勾號或叉號表示，及附上一個打勾的例子，但試題文字及考試錄音都沒有解釋兩個符號的意思。考評局抽查發現86%考生方格內打勾或叉，7%打勾或叉及漏空部分方格，約7%只打勾，修改評分標準按各組考生的「答題意向」評分。考生向申訴專員公署投訴，認為不應給漏空方格的考生分數。申訴專員指如按照字面意思，可攜帶的物件可以打勾或者打叉表示，批評考評局雖設有多層審核機制，仍出現失誤，是考評局行政失當。

## 發展
香港考試及評核局於2013年為自修生舉行最後一屆香港高級程度會考（2012年為最後一屆開放予應屆學校考生參加），之後與香港中學會考一同被2012年起舉辦的香港中學文憑（HKDSE）考試取代。2013年考生可報考除去考生人數少的電腦、電子學、英語文學等科目以外的大部份科目。而只持有高考成績的考生不可以聯招JUPAS報考本港大學，只可以非聯招與其他副學位（高級文憑、副學士）、海外學歷的申請人一起報讀及競爭。一般來說，在新制下只持有高考成績的考生以非聯招進入本港具水平的大學幾乎沒有可能。香港一些報紙曾提及和反映他們進退兩難的局面，但沒有進一步跟進。

## 參看
- 香港教育
- 大學聯合招生辦法（JUPAS）
- 香港高等程度會考（HKHLE，1980年代的香港公開試，當時中文中學實行六年的三二一學制，學生完成一年預科後應考。）
- 香港中學會考（HKCEE）
- 三三四高中教育改革
- 香港中學文憑考試（HKDSE）
- 英語運用科
- 歷屆試題
- 香城 (虛構城市)

### 引用
1. ↑  .   [2020-03-03]. （原始内容存档于2021-03-02）. （页面存档备份，存于）
2. ↑  香港考試及評核局.  (PDF).   [2023-01-27]. （原始内容存档 (PDF)于2023-04-25）. （页面存档备份，存于）
3. ↑  杨学为. . 首都师范大学出版社. 2004: 468–470.
4. ↑  . 華僑日報. 1966-10-07: 第四張第二頁.
5. 1 2  . University of Hong Kong. 1989.
6. ↑  . 1984-09-17  [2023-01-26]. （原始内容存档于2023-01-26）. （页面存档备份，存于）
7. ↑  . 文匯報. 2000-07-08.
8. ↑  . 大公報. 2000-07-08.
9. ↑  . 太陽報. 2012-06-29.
10. ↑  . 東方日報. 2003-07-05.
11. ↑  教育局課程發展處. . 香港教育城－教學資源庫. 2010-08-31  [2025-04-04].
12. ↑  . 香港考試及評核局. 2007.
13. ↑   (PDF). 香港考試及評核局.   [2025-04-04].
14. ↑  香港課程發展議會. . 1991.
15. ↑  香港課程發展議會. . 1991.
16. ↑  . 大公報. 2004-05-25.
17. ↑  IBM Business Consulting Services. . Hong Kong: IBM. 2003.
18. ↑  2012年香港高級程度會考放榜新聞稿 （页面存档备份，存于） 2012-06-28
19. ↑   (PDF).   [2023-01-27]. （原始内容存档 (PDF)于2023-04-25）.
20. ↑  Curriculum Development Council. . 1993: 15.
21. ↑  . 華僑日報. 1979-01-23.
22. ↑   (PDF). 香港考試及評核局. （原始内容 (PDF)存档于2004-02-14）. （页面存档备份，存于）
23. ↑  . 文滙報. 2002-01-05  [2023-05-08]. （原始内容存档于2023-05-13）. （页面存档备份，存于）
24. ↑  2005年和2007年香港高級程度會考考試統計
25. ↑  . 華僑日報. 1980-07-18: 第六張第一頁.
26. ↑  . 香港教育局. 2012年3月13日  [2016-01-29]. （原始内容存档于2021-03-02）. （页面存档备份，存于）
27. ↑  . 香港通訊事務管理局辦公室. 2015-09-10  [2016-01-29]. （原始内容存档于2021-03-02）. （页面存档备份，存于）
28. ↑  . 華僑日報. 1990-07-11.
29. ↑  . 文匯報. 2005-05-10  [2025-04-30].
30. ↑  . 東方日報. 2013-06-19  [2025-04-30].
31. ↑  朱劍虹. . 星島日報. 2006-04-24.
32. ↑  莊太量. . 灼見名家. 2019-04-05  [2024-02-18]. （原始内容存档于2024-02-18）.
33. ↑  . 香港經濟日報. 2016-04-05  [2023-04-23]. （原始内容存档于2023-04-26）. （页面存档备份，存于）
34. ↑  . 香港01.   [2024-02-18].
35. ↑  .   [2023-03-08]. （原始内容存档于2023-05-18）. （页面存档备份，存于）
36. ↑  . 香港01. 2019-07-11.
37. ↑  . 香港01. 2021-04-01.
38. ↑  . Hong Kong University. （原始内容存档于1997-06-13）. （页面存档备份，存于）
39. ↑  陳仁啟. . 文匯報. 2020-11-18  [2023-05-09]. （原始内容存档于2023-05-09）. （页面存档备份，存于）
40. ↑  . 華僑日報. 1964-08-25: 第四張第三頁.
41. 1 2  . 華僑日報. 1963-01-10: 第四張第三頁.
42. ↑  . 華僑日報. 1964-10-31: 第三張第三頁.
43. ↑  . 工商晚報. 1965-04-14: 第三頁.
44. ↑  1983年高級程度會考課程
45. ↑  例見: 214–215.   [2023-05-31]. （原始内容存档于2021-11-29）. （页面存档备份，存于）
46. ↑  : 264.   [2023-05-31]. （原始内容存档于2023-05-31）. （页面存档备份，存于）
47. ↑  王晉光. . 華文世界. 1994-06, (72): 19–26  [2023-05-09]. （原始内容存档于2023-05-09）. （页面存档备份，存于）
48. ↑   (PDF). 香港考試及評核局.   [2025-04-26].
49. ↑   (PDF). 香港考試及評核局.   [2025-04-26].
50. ↑  . 香港考試局. 1999.
51. ↑  . University of Hong Kong. 1975.
52. ↑  . 文匯報. 2010-06-29  [2024-05-25]. （原始内容存档于2024-05-25）.
53. ↑  . 東方日報. 2009-07-12  [2024-06-05]. （原始内容存档于2024-12-07）.
54. ↑  . 東方日報. 2009-08-02  [2024-06-05]. （原始内容存档于2024-12-07）.
55. ↑  . 東方日報. 2009-08-02  [2024-06-05]. （原始内容存档于2024-12-07）.
56. ↑  . 東方日報. 2009-08-02  [2024-06-05]. （原始内容存档于2024-12-07）.
57. ↑  . 東方日報. 2009-08-04  [2024-06-05]. （原始内容存档于2024-12-07）.
58. ↑  . 香港蘋果日報. 2012-03-28  [2012-03-28]. （原始内容存档于2012-03-30）. （页面存档备份，存于）
59. ↑  Equivalence of Hong Kong Qualifications 的存檔，存档日期2013-10-08.
60. ↑  中學文憑試新評級降呢
對照分數公佈　第3級等同英高考 E級  （页面存档备份，存于）
61. ↑   (PDF).   [2013-05-18]. （原始内容 (PDF)存档于2013-10-08）. （页面存档备份，存于）
62. ↑   (PDF).   [2012-03-27]. （原始内容存档 (PDF)于2021-03-02）. （页面存档备份，存于）
63. ↑  . South China Morning Post. 1986-04-13.
64. ↑  . South China Morning Post. 1986-04-16.
65. ↑  . 大公報. 1986-05-01.
66. ↑  . 大公報. 1986-04-15.
67. ↑  . 大公報. 1986-04-22.
68. ↑  . 華僑日報. 1986-04-15.
69. ↑  . 華僑日報. 1986-04-16.
70. ↑  . South China Morning Post. 1986-04-22.
71. ↑  . South China Morning Post. 1986-04-15.
72. ↑  . South China Morning Post. 1996-07-12.
73. ↑  . South China Morning Post. 1996-07-17.
74. ↑  . South China Morning Post. 1996-07-24.
75. ↑  . 星島日報. 1996-07-15.
76. ↑  . 星島日報. 1996-07-17.
77. ↑  . South China Morning Post. 1996-07-16.
78. ↑  . South China Morning Post. 1996-07-17.
79. ↑  . TVB News. 2018-06-13  [2023-05-15]. （原始内容存档于2023-05-15）. （页面存档备份，存于）
80. ↑  . TVB News. 2018-06-14  [2023-05-15]. （原始内容存档于2023-05-15）. （页面存档备份，存于）
81. ↑  . TVB News. 2018-06-15  [2023-05-15]. （原始内容存档于2023-05-15）. （页面存档备份，存于）
82. ↑  . 明報. 2000-04-06: A04.
83. ↑  . 2000-05-03  [2023-05-13]. （原始内容存档于2023-02-07）. （页面存档备份，存于）
84. ↑  . 香港經濟日報. 2000-04-06.
85. ↑  . 星島日報. 2001-04-16.
86. ↑  . 星島日報. 2001-04-16.
87. ↑  . 香港商報. 2001-04-28.
88. ↑  . 星島日報. 2001-04-22.
89. ↑  . 香港文匯報. 2001-04-22  [2024-06-03]. （原始内容存档于2024-06-03）.
90. ↑  . 東方日報. 2001-05-12.
91. 1 2  . 香港經濟日報. 2001-06-14.
92. ↑  . 文匯報. 2001-04-28  [2023-05-13]. （原始内容存档于2023-05-13）. （页面存档备份，存于）
93. ↑  . 明報. 2001-05-15.
94. ↑  . 成報. 2001-05-25.
95. ↑  . 大公報. 2001-05-26.
96. ↑  . 東方日報. 2001-05-15.
97. ↑  . 星島日報. 2002-03-29.
98. ↑  . 大公報. 2001-07-07.
99. ↑  . 星島日報. 2001-07-07.
100. ↑  . 明報. 2003-03-21.
101. ↑  . 香港經濟日報. 2003-05-17.
102. ↑  . 文匯報. 2003-03-22  [2023-05-14]. （原始内容存档于2023-05-14）. （页面存档备份，存于）
103. ↑  . 香港經濟日報. 2003-03-22.
104. ↑  . 星島日報. 2003-03-24.
105. ↑  . 明報. 2003-03-26.
106. ↑  . 文匯報. 2003-03-26  [2023-05-14]. （原始内容存档于2023-05-14）. （页面存档备份，存于）
107. ↑  . TVB News. 2020-03-11  [2023-05-16]. （原始内容存档于2023-05-16）. （页面存档备份，存于）
108. ↑  . 東方日報. 2003-03-29.
109. ↑  . 星島日報. 2003-04-03.
110. ↑  . 明報. 2003-04-01.
111. ↑  . 文匯報. 2003-04-01  [2023-05-14]. （原始内容存档于2023-05-14）. （页面存档备份，存于）
112. ↑  . 文匯報. 2003-04-17  [2023-05-14]. （原始内容存档于2023-05-14）. （页面存档备份，存于）
113. ↑  . 文匯報. 2003-03-28  [2023-05-14]. （原始内容存档于2023-05-14）. （页面存档备份，存于）
114. ↑  . 文匯報. 2003-04-08  [2023-05-14]. （原始内容存档于2023-05-15）. （页面存档备份，存于）
115. ↑  2003年香港高級程度會考考務報告
116. ↑  . 成報. 2003-04-24.
117. ↑  . 星島日報. 2008-06-27.
118. ↑  . 文匯報. 2008-06-27  [2023-05-14]. （原始内容存档于2023-05-14）. （页面存档备份，存于）

## 外部連結
- 香港考試及評核局